# 언어지도

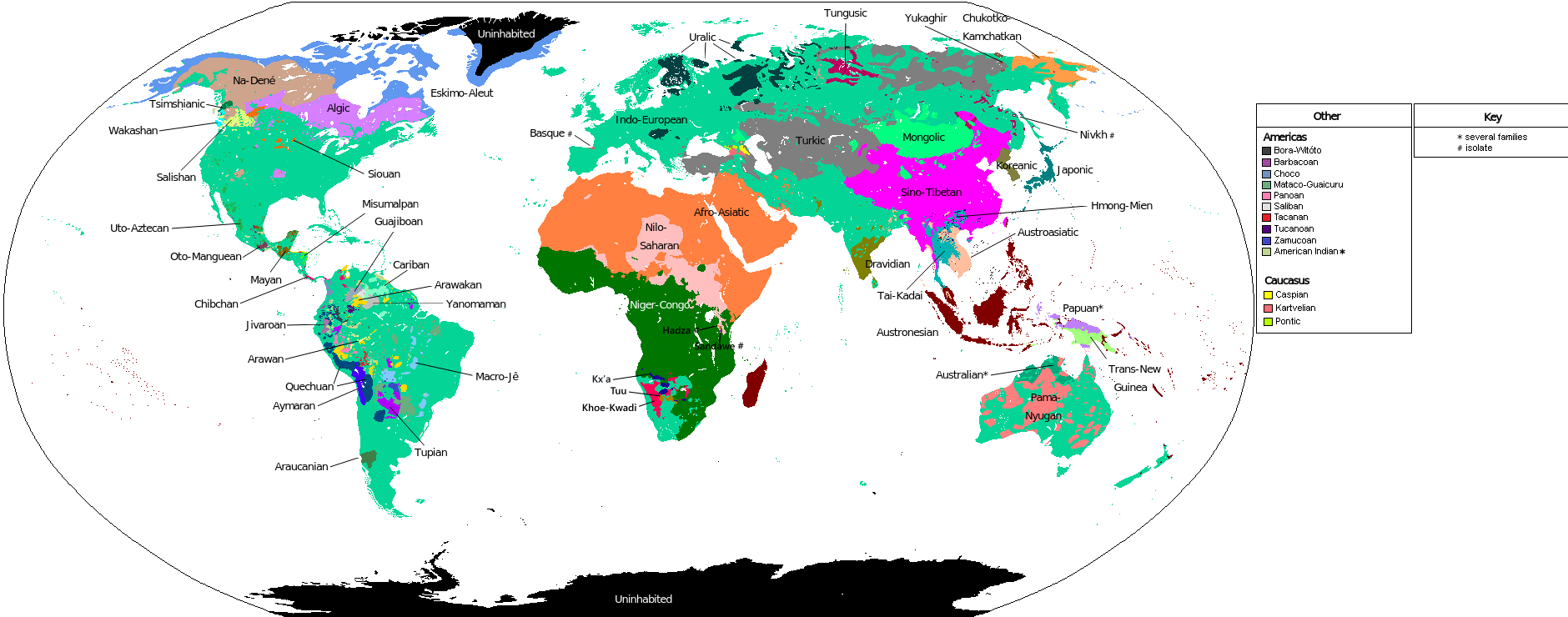
세계의 어족 분포도

언어지도(言語地圖) 또는 방언지도(方言地圖)는 언어의 지리적 분포나 방언연속체의 등어선 따위를 나타낸 주제도이다.

## 같이 보기
- 지도첩
- 언어지리학
- 언어 목록